# Énée et Lavinie
Enée et Lavinie est une tragédie lyrique en cinq actes et un prologue, de Pascal Collasse, représenté la première fois le 16 décembre 1690 à l'Académie royale de musique de Paris. Le livret fut écrit par Bernard Le Bouyer de Fontenelle.
L'œuvre ne connut aucun succès.
Il y eut des reprises du livret de Fontenelle en 1758 et en 1768, mais cette fois avec la musique d'Antoine Dauvergne. Une parodie fut jouée sous le titre de l'Embarras du choix à l'Opéra-Comique, le 13 mars 1758.

## Sources
- Le magazine de l'opéra baroque